# Macrosaldula scotica
Macrosaldula scotica, auf Deutsch auch Geröll-Hüpferling und Nördliche Großspringwanze genannt, ist eine Wanze aus der Familie der Uferwanzen (Saldidae).

## Merkmale
Die Wanzen werden 4,8 bis 6,7 Millimeter lang. Das zweite Fühlerglied der Art ist mit der zumindest 2,2-fachen Länge des ersten Glieds ungewöhnlich lang. Das erste Glied und die Schenkel (Femora) der vorderen und mittleren Beine sind längs schwarz und weiß gemustert. Die Hemielytren sind dunkel und tragen wenige blasse Flecken. Außerdem haben die Tiere eine kurze Beflaumung, die auf dem vorderen Körperteil deutlicher ist. Es gibt Individuen mit leicht verkürzten und solche mit voll entwickelten (makropteren) Flügeln.

## Verbreitung und Lebensraum
Die Art ist in Europa boreomontan verbreitet. Sie kommt in Nordeuropa auch nördlich des Polarkreises und auf den Britischen Inseln auch im Norden vor. Im Süden sind sie vor allem in den Alpen, am Apennin und den Gebirgen Südosteuropas bis in den Kaukasus und vom französischen Zentralmassiv und den Pyrenäen über Spanien bis in den Atlas von Marokko verbreitet. In Mitteleuropa findet man sie in den Mittelgebirgen und den Alpen von 900 bis 1800 Meter Seehöhe, sie kommen aber von den dort entspringenden Flussläufen bis ins Flachland, etwa bis in das Rheindelta in den Niederlanden vor. Die Art ist in Großbritannien weit verbreitet und häufig. Besiedelt werden vegetationsfreie Ufer mit grobem Kies und Geröll und dazwischen liegenden Sandflächen an langsam und schnell fließenden Gewässern. Man findet die Wanzen auch an von Menschen errichteten Uferbefestigungen aus großen Steinblöcken im Flachland.

## Lebensweise
Die Tiere sind gute Flieger und Läufer. Die Imagines der neuen Generation treten ab etwa Juli auf. Diese Tiere überwintern. Im Flachland kann eine vollständige oder unvollständige zweite Generation ausgebildet werden, bei denen dann auch die Nymphen überwintern. Angeblich überwintern auch Eier.

## Belege